# UD San Sebastián de los Reyes
UD San Sebastián de los Reyes is een Spaanse voetbalclub. Thuisstadion is het Nuevo Matapiñoneras in San Sebastián de los Reyes in de autonome regio Madrid. Het team speelt sinds 2011/12 in de Segunda División B.

## Historie
UD San Sebastián de los Reyes wordt opgericht in 1971 en promoveert in 1985 voor het eerst in haar bestaan naar de Spaanse profdivisies, in dit geval de Tercera División. Sindsdien golft de club op en neer tussen de Segunda División B (14 seizoenen in totaal) en de Tercera División (13 seizoenen in totaal). In het seizoen 2007/08 speelde het voor het vijfde opeenvolgende seizoen in de 3e Spaanse profcompetitie, maar de ploeg degradeerde op het einde van het seizoen. De hoogste klassering die het ooit behaalde was een 6e plaats (1994/95 en 1999/00). Op het einde van het seizoen 2010/11 werd de verloren plaats in de Segunda División B weer terug veroverd.  Tijdens het overgangsseizoen 2020/2021 kon de ploeg zich dankzij een tweede stek plaatsen voor de play off.  In de eerste ronde bleek Algeciras CF met 1-3 te sterk.  Zo wordt er vanaf seizoen 2021/22 gespeeld in de Primera División RFEF, het nieuwe derde niveau van het Spaans voetbal.

## Gewonnen prijzen
- Tercera División: 2001/02 en 2002/03